# Guillermo Páez
Guillermo Páez, de son vrai nom Guillermo Alejandro Páez Cepeda, est un footballeur chilien né le 18 avril 1945 à Santiago (Chili).

## Biographie
Il participe à la Coupe du monde 1974 en Allemagne, et compte cinq sélections entre 1972 et 1974.

## Carrière
- 1966 : San Antonio Unido ( Chili)
- 1967 - 1971 : Lota Schwager ( Chili)
- 1972 - 1975 : Colo-Colo ( Chili)
- 1976 : Deportes Aviación ( Chili)
- 1977 - 1979 : Santiago Morning ( Chili)
- 1980 : Santiago Wanderers ( Chili)
- 1981 - 1982 : Santiago Morning ( Chili)

## Palmarès
- Champion du Chili en 1972 avec Colo Colo